# Boris Petrowitsch Gerassimowitsch
Boris Petrowitsch Gerassimowitsch (russisch Борис Петрович Герасимович; * 19. Märzjul. / 31. März 1889greg. in Krementschuk; † 30. November 1937 in Leningrad) war ein ukrainisch-russischer Astronom, Astrophysiker und Hochschullehrer.

## Leben
Gerassimowitsch besuchte ab 1899 das Gymnasium in Poltawa. 1906 wurde er während seines letzten Schuljahrs vor dem Abschluss der Schule verwiesen wegen Beteiligung an revolutionären Unruhen und verlor das Recht, andere Schulen zu besuchen. Während dieser Zeit war er Mitglied einer Kampforganisation der Sozialrevolutionäre. Er war viermal verhaftet und insgesamt zwei Jahre in Haft.
1909 gelang Gerassimowitsch die externe Reifeprüfung, so dass er 1910 das Studium an der physikalisch-mathematischen Fakultät der Universität Charkow begann. Im zweiten Studienjahr erhielt er den A.-F.-Pawlowski-Preis für seine Arbeit über Aberration des Lichts und die Relativitätstheorie, die 1912 in den Nachrichten der Russischen Astronomischen Gesellschaft und 1914 im Bulletin Astronomique veröffentlicht wurde. Nach dem Studienabschluss 1914 blieb er auf Empfehlung seines Lehrers Ludwig von Struve an der Universität zur Vorbereitung auf eine Professur. 1916 machte er ein Praktikum am Pulkowo-Observatorium bei Aristarch Belopolski und Sergei Kostinski.
1917 wurde Gerassimowitsch Privatdozent an der Universität Charkow. 1922 wurde er zum Professor ernannt. Daneben war er Professor am Charkower Technologie-Institut (bis 1925) und besetzte einen Lehrstuhl am Charkower Geodäsie-Institut. Zwischen 1924 und 1935 wurde er zu Studienaufenthalten nach Dänemark, Frankreich und ans Harvard-College-Observatorium geschickt. Ab 1929 leitete er den Lehrstuhl für Theoretische Mechanik des Charkower Instituts für Volksbildung (ChINO).
Schwerpunkte seiner wissenschaftlichen Arbeit waren Probleme der veränderlichen Sterne, ihre Struktur und Evolution, die Statistik der Sterne, die Physik der Interstellaren Materie und der Planetarischen Nebel, die Struktur der Sternatmosphären, die theoretische Astronomie und die Sonnenphysik. 1927 bestimmte er zusammen mit Willem Jacob Luyten den Abstand der Sonne von der Milchstraßenebene. 1928 untersuchte er in einer Pionierarbeit zusammen mit Donald Menzel die Energiefreisetzung der Sterne mit Mitteln der Statistischen Mechanik. Als Erster unter den Astronomen untersuchte er die astronomischen Aspekte der Kosmischen Strahlung. Detailliert studierte er die Be-Sterne. Er nahm an mehreren Expeditionen zur Beobachtung totaler Sonnenfinsternisse teil.
1931 wurde Gerassimowitsch Leiter der Abteilung Astrophysik des Pulkowo-Observatoriums und 1933 Direktor des Observatoriums. Nachdem im Januar 1934 die nach der Oktoberrevolution abgeschafften Akademischen Grade wieder eingeführt worden waren, wurde Gerassimowitsch im Dezember 1934 ohne Verteidigung einer Dissertation zum Doktor der physikalisch-mathematischen Wissenschaften promoviert.
Am 28. Juni 1937 wurde Gerassimowitsch verhaftet (wie vor ihm beispielsweise Dmitri Jeropkin). Wegen Beteiligung an der terroristischen faschistischen Trotzki-Sinowjew-Organisation verurteilte ihn das Militärkollegium des Obersten Gerichts der UdSSR zum Tode durch Erschießen, was am 30. November 1937 geschah. Die Rehabilitierung erfolgte 1957.
Ähnlich erging es vielen Wissenschaftlern am Pulkowo-Observatorium, was später als Pulkowo-Affäre bekannt wurde. Die Wissenschaftler wurden vom NKWD der Beteiligung an der terroristischen faschistischen Trotzki-Sinowjew-Organisation beschuldigt, die vom deutschen Geheimdienst zum Sturz der Regierung der Sowjetunion und Errichtung einer faschistischen Diktatur auf dem Boden der Sowjetunion 1932 gegründet worden sei. Die Zahl der Opfer dieser Pulkowo-Affäre, die den Beginn des Großen Terrors markierte, konnte nicht genau festgestellt werden. Zu den Opfern gehörten nicht nur Wissenschaftler des Pulkowo-Observatoriums, sondern auch Astronomen, Geologen, Geophysiker, Geodäten und Mathematiker in verschiedenen wissenschaftlichen Instituten in Leningrad, Moskau und anderen Städten.
Gerassimowitschs Namen tragen der Mondkrater Gerasimovich und der Kleinplanet (2126) Gerasimovich, der 1970 von Tamara Michailowna Smirnowa am Krim-Observatorium entdeckt wurde.